# تروی دینی
تروی متیو دینی (انگلیسی: Troy Matthew Deeney؛ زادهٔ ۲۹ ژوئن ۱۹۸۸) یک بازیکن فوتبال اهل بریتانیا است.
از باشگاه‌هایی که در آن بازی کرده‌است می‌توان به باشگاه فوتبال واتفورد و باشگاه فوتبال والسال اشاره کرد.